# La Fontfreda (Sant Joan les Fonts)
La Fontfreda és una masia de Sant Joan les Fonts (Garrotxa) inclosa a l'Inventari del Patrimoni Arquitectònic de Catalunya.

## Descripció
És un casal de planta regular amb teulat a dues aigües i vessants vers les façanes principals. Fou bastit amb pedra volcànica del país i carreus ben tallats als angles. Disposa de baixos pel bestiar, pis d'habitatge amb finestres amb arcs de llibre i golfes amb dos grans badius per guardar la palla. Tres contraforts sostenen la façana principal i dos, les laterals, que han estat aprofitats per construir-hi corrals. Actualment ha sofert moltes modificacions desfigurant la primitiva fàbrica.

## Història
Aquest mas va tributar al priorat de Sant Joan i al benefici instituït per Pere de Bianya a l'església de Santa Maria de Camprodon. Francesc Caula va trobar els següents hereus: Pere 1191; Ramon 1269-1277; Bertran 1382; Pere 1389; Bernat 1429; Joan 1530, casat amb Laurència; Joana 1541-1586; Elena 1670-1689; Esteve 1693; Pau 1731; Simón 1794 i Gaspar 1816-1825, del que sabem que fou batlle.